# Infliximab
Infliximab je chimérická monoklonální protilátka namířená proti prozánětlivému cytokinu TNF-α (tumor nekrotizujícímu faktoru α). Pod obchodním názvem Remicade, Inflectra, Remsima nebo Flixabi je indikován k léčbě revmatoidní artritidy, Crohnovy nemoci, ulcerózní kolitidy nebo Bechtěrevově nemoci. Zavedení infliximabu do klinické praxe zlepšilo kvalitu života mnohým pacientům s těmito onemocněními díky indukci a udržení jejich remise. Infliximab se řadí do skupiny léků biologické léčby. V Evropě se používá od roku 1999.

## Popis

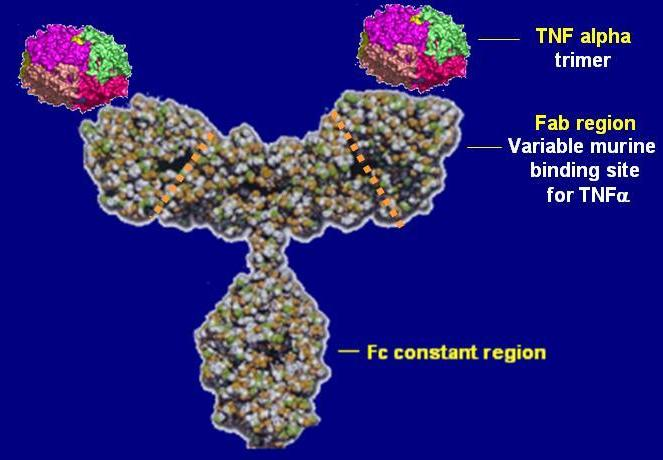
Struktura protilátky.

Infliximab je chimérická monoklonální protilátka typu IgG1. Protože imunitní systém člověka vyvíjí imunitní reakci vůči myším protilátkám, byl konstantní řetězec této protilátky nahrazen lidským imunoglobulinem. Z 25 % ji tvoří myší variabilní oblast a ze 75 % je to původem lidská protilátka. Infliximab se vyznačuje vysokou afinitou (1,8x 10−9 kDa) a vysokou specifitou (například se neváže na TNF-β). Uchovává se ve formě prášku, ze kterého se před podáním připravuje infuzní roztok.
Infliximab se řadí do lékové skupiny tzv. biologické terapie. Významná část léků je strukturně poměrně jednoduchá a lze je syntetizovat pomocí chemických postupů. Naproti tomu biologické léky (v tomto případě protilátky) se vyznačují složitou strukturou a k jejich produkci v laboratorních podmínkách slouží živé buňky. Náročná příprava se mimo jiné odráží též v ceně léku.

## Název
Předpona názvu monoklonálních protilátek je variabilní, v tomto případě je to „inf-". Slabika „-li-" se vztahuje k imunitnímu systému, označuje, proti čemu je protilátka v těle namířená, „-xi-" je označení pro chimérickou protilátku a „-mab“, pocházející z „monoclonal antibody", pro monoklonální protilátku.

## Mechanismus působení
Infliximab se váže na solubilní i transmembránový TNF-α, čímž znemožňuje jeho funkci. TNF-α je cytokin hrající klíčovou roli při zánětu, produkují ho například monocyty, makrofágy, neutrofily a endoteliální buňky. Vazba infliximabu na TNF-α navíc aktivuje komplement a tím indukuje T-lymfocyty zprostředkovanou apoptózu buněk nesoucích TNF-α na svém povrchu. TNF-α mají na povrchu například aktivované T-buňky, makrofágy nebo dendritické buňky. Tato na protilátkách závislá cytotoxicita tedy vede k jejich lýzi. Cílem léčby je dosažení remise zánětlivého onemocnění.

## Indikace a způsob podání
Infliximab je určen především pro pacienty trpící aktivní nebo těžkou revmatoidní artritidou, středně závažnou až závažnou Crohnovou nemocí a ulcerózní kolitidou a aktivní, progresivní psoriatickou artritidou. Jedná se o pacienty, kterým je kontraindikována běžná léčba nebo kteří na konvenční léčbu nereagují.
Infliximab se podává ve formě nitrožilních infuzí. Samotné podání trvá v případě první dávky přibližně dvě hodiny. V pořadí druhá dávka je podávána dva týdny po první dávce, další infuze následují v šesti až osmitýdenních intervalech. Množství podané protilátky závisí na charakteru onemocnění, hmotnosti pacienta a jeho reakci na léčbu. Většinou se podávají 3 až 5 mg/kg.
Pokud je třeba snížit riziko vzniku infuzní reakce, lze snížit rychlost infuze a pacienta předléčit například podáním antihistaminika.
Pokud je to možné, je výhodné léčbu infliximabem kombinovat s methotrexátem, čímž je dosaženo jejich synergistického působení. Pozorováno je delší udržení požadované hladiny infliximabu a nižší hladina CRP (C-reaktivního proteinu) v séru. Také je možné touto kombinací snížit míru produkce potenciálních protilátek proti infliximabu.
Podání infliximabu je kontraindikováno například u pacientů s hypersenzitivitou na infliximab, tuberkulózou a dalšími závažnými infekcemi.

## Vedlejší účinky
Mezi možné vedlejší účinky léčby patří například akutní infuzní reakce, objevit se mohou alergické reakce, kardiovaskulární potíže (hypertenze, bradykardie) nebo, jako důsledek potlačení prozánětlivých reakcí, hrozí zvýšené riziko infekcí. Léčba může zvýšit riziko rozvoje nádorového onemocnění. Léčba může vyvolat vznik protilátek namířených proti infliximabu, což může vést k snížení účinnosti léčby. Za takových okolností může narůst i množství infuzních reakcí.
Při podávání infliximabu ženám během těhotenství může být snížena obranyschopnost dětí po narození. Vakcinace živými vakcínami u těchto dětí by proto měla být oddálena alespoň do věku šesti měsíců dítěte, v takové době již není infliximab v krvi dítěte detekován.

## Další látky namířené proti TNF-α
- Adalimumab je plně humánní monoklonální protilátka. Na trhu je známý pod názvem Humira.[11] Není zaznamenáno, že by se od infliximabu lišil v účinnosti či bezpečnosti.[12]

- Etanercept a onercept jsou rekombinantní proteiny, jsou to „falešné“ solubilní receptory pro TNF-α. Etanercept je složen z částí TNFR2 a IgG.[1]